# Kaguya-sama wa Kokurasetai: First Kiss wa Owaranai
Kaguya-sama wa Kokurasetai: First Kiss wa Owaranai (かぐや様は告らせたい-ファーストキッスは終わらない- Kaguya-sama wa Kokurasetai - Fāsuto Kissu wa Owaranai -?) es una película animada japonesa de 2022 basada en la serie de manga Kaguya-sama: Love Is War de Aka Akasaka, que fue dirigida por Shinichi Omata, producida por A-1 Pictures y distribuida por Aniplex. Se estrenó en cines de Japón el 17 de diciembre de 2022.
Está ambientado después de los eventos de la tercera temporada de la serie de televisión Kaguya-sama: Love Is War.

## Sinopsis
Tras el Festival Cultural, Kaguya Shinomiya acepta acompañar a Miyuki Shirogane a la Universidad de Stanford en Estados Unidos, dándole un beso en el proceso. Más tarde esa noche, Kaguya se horroriza al enterarse, por su criada, Ai Hayasaka, de que se pasó de la raya al darle accidentalmente a Shirogane "un beso de adulto".
Al día siguiente, Shirogane está ansioso por hablar de su relación actual con Kaguya, solo para descubrir que se ha transformado en "Pequeña Kaguya" (una representación visual de su mente ansiosa y privada de sueño). Después de que Kaguya se duerme, tiene un sueño donde sus diferentes personalidades discuten sobre cuál es la mejor manera de actuar. Su personalidad tensa, "Kaguya de Hielo", toma el control furiosamente de "Pequeña Kaguya", convirtiéndose en la personalidad dominante de Kaguya. Mientras tanto, los demás miembros del consejo estudiantil, Yu Ishigami y Miko Iino, son invitados a una fiesta de Navidad en casa de Tsubame Koyasu, el amor de Ishigami; Chika Fujiwara invita a Kaguya y a la familia Shirogane a su casa para Nochebuena.
"Ice Kaguya" se involucra en varias batallas con una actitud marcadamente asertiva con la esperanza de que Shirogane la bese. Esto incluye intentar que le tome la mano en un frío camino a casa, impresionarlo con un perfume y que le dé de comer algo de su almuerzo casero. Shirogane se estresa por entender lo que Kaguya quiere de él, recibiendo pocos consejos de Maki Shijo. El estrés lo lleva a trasnochar hasta que se desmaya de agotamiento. En el hospital, "Ice Kaguya" lamenta su comportamiento desagradable y se derrumba por completo, pues desea ser linda como la "Pequeña Kaguya". Los Kaguya deciden que si besan a la "Verdadera Kaguya", finalmente podrán aceptarse tal como son. Shirogane lamenta sus inseguridades ante el médico, pues siente que no puede estar al lado de Kaguya a menos que parezca perfecto, debido al profundo resentimiento que siente hacia su madre, que abandonó a la familia cuando era pequeño e intentó llevarse con ella a su hermana, que tenía un talento académico superior. A pesar de su condición, Shirogane sigue esforzándose.
Llega la Nochebuena, y "Ice Kaguya", Shirogane y su hermana Kei asisten a la fiesta en casa de los Fujiwara. Shirogane le presenta un regalo aparentemente imperfecto a "Ice Kaguya", pero duda en dárselo, alegando que puede conseguirle algo mejor, antes de salir corriendo. "Ice Kaguya" los persigue y finalmente abre el regalo para encontrar un kendama caro. Expresa su deseo de conocer al verdadero Shirogane, sin importar sus imperfecciones. Comparten un beso discreto, que contrasta con el glamour de su primer beso. "Kaguya de Hielo" supone que se sentirá tan feliz como en su primer beso cada vez que lo compartan: un primer beso eterno.
"Kaguya de Hielo" usa una tela del regalo de Shirogane para recogerse el pelo, volviendo a la normalidad (como el narrador explica, todo como una metáfora para representar a una joven enamorada). Unos días después, Tsubame, tras una fiesta aparentemente desastrosa la noche anterior, recibe consejos de un vidente (el padre de Shirogane) sobre por qué las parejas se enamoran, justo cuando Kaguya y Shirogane acuerdan iniciar una relación.

## Reparto
| Personaje        | Actor de voz    | Actor de doblaje  |
| ---------------- | --------------- | ----------------- |
| Kaguya Shinomiya | Aoi Koga        | Jessica Ángeles   |
| Miyuki Shirogane | Makoto Furukawa | Enzo Fortuny      |
| Chika Fujiwara   | Konomi Kohara   | Elizabeth Infante |
| Yu Ishigami      | Ryōta Suzuki    | Alejandro Orozco  |
| Ai Hayasaka      | Yumiri Hanamori | Leyla Rangel      |
| Miko Iino        | Miyu Tomita     | Desireé González  |

## Producción
Tras la conclusión de la tercera temporada, se anunció que se estaba produciendo un nuevo proyecto de anime. Más tarde se reveló que el nuevo proyecto es una película de anime titulada Kaguya-sama: Love Is War – The First Kiss That Never Ends. El personal principal de la serie de televisión repitió sus papeles.

## Lanzamiento
La película se estrenó en cines el 17 de diciembre de 2022, antes de estrenarse en televisión. La película se estrenó en cines en febrero de 2023 en Estados Unidos, Canadá, Singapur, Australia, Nueva Zelanda y Reino Unido.
Konnichiwa Festival estrenó la película en cines seleccionados los días 10 de febrero de 2023 en México y para Latinoamérica junto con el doblaje en español latino.